# Stratford (New Hampshire)
Stratford ist der Name einer Town im Coös County des US-Bundesstaates New Hampshire in Neuengland. Es liegt in den „Great North Woods“ New Hampshires. Es erhielt seinen Namen nach Stratford in Connecticut, aber auch zu Ehren Shakespeares nach Stratford-upon-Avon. Der Grant (Landzuteilung) war einer der größten in New Hampshire. Das U.S. Census Bureau hat bei der Volkszählung 2020 eine Einwohnerzahl von 662 ermittelt.

## Geographie
Stratford liegt im Norden New Hampshires, nördlich der White Mountains am Ostufer des Connecticut River. Nördlich davon liegt Columbia, im Süden Stark und Northumberland. Im Osten liegt das gemeindefreie Gebiet der Township von Odell. In Stratford liegen die Einzelsiedlungen Beatties, Mapleton, Masons, North Stratford, Stratford Center, Stratford Hollow und East Stratford.

## Geschichte
Die erste Siedlungskonzession von 1762 lautete noch auf den Namen Woodbury. Auch nach einer Erneuerung des Vertrages im Jahre 1770 konnten die Siedler ihren Teil der Bedingungen nicht fristgemäß erfüllen. Als Grund dafür wird die Bedrohung durch Ureinwohner angegeben. 1773 wurde das Land erneut zugeteilt, diesmal an Interessenten aus Stratford in Connecticut. 1779 wurde die Town offiziell als unabhängige Gemeinde registriert. Mitte des 19. Jahrhunderts hatte Stratford je zwei Bahnhöfe, damals North Stratford und Stratford Hollow, Kirchen, Methodisten und Baptisten, und Postämter, Stratford und North Stratford. Es gab neun Schulen, zehn Säge- und zwei Getreidemühlen sowie Möbelhersteller und zwei Schuhmacher. Die Bevölkerungsgröße wurde im Jahr 1859 mit 552 Einwohnern angegeben.
Bis ins späte 19. Jahrhundert war Stratford durch Land- und Holzwirtschaft geprägt. Bäche und der Connecticut River sowie die Eisenbahn, die eröffnet worden war, dienten der Abfuhr der erzeugten Produkte. Die heutigen Wälder sind Sekundärwald, nachdem der einstige Urwald zur Papierherstellung genutzt wurde. Der Verkauf ehemals im Besitz der Papierindustrie befindlicher Flächen ermöglichte den Erwerb zum Zwecke massvoller Freizeitnutzung und Unterschutzstellung. Die größte dieser Flächen, der Nash Stream Forest, erstreckt sich über das Gebiet von Columbia, Odell, Stratford und Stark.
Im Jahr 1852 wurde die Eisenbahnstrecke bis North Stratford eröffnet, die im folgenden Jahr in Vermont Anschluss an die Strecke nach Montreal erhielt. Diese kreuzte in Stratford die von 1887 bis 1891 erbaute Strecke Quebec Junction–Lime Ridge.
In North Stratford wurde 1918 der von Robert Peary verschleppte Minik Wallace begraben.

### Bevölkerungsentwicklung
| Volkszählungsergebnisse – Stratford, New Hampshire | Volkszählungsergebnisse – Stratford, New Hampshire | Volkszählungsergebnisse – Stratford, New Hampshire | Volkszählungsergebnisse – Stratford, New Hampshire | Volkszählungsergebnisse – Stratford, New Hampshire | Volkszählungsergebnisse – Stratford, New Hampshire | Volkszählungsergebnisse – Stratford, New Hampshire | Volkszählungsergebnisse – Stratford, New Hampshire | Volkszählungsergebnisse – Stratford, New Hampshire | Volkszählungsergebnisse – Stratford, New Hampshire | Volkszählungsergebnisse – Stratford, New Hampshire |
| Jahr                                               | 1775                                               | 1783                                               | 1790                                               | 1800                                               | 1810                                               | 1820                                               | 1830                                               | 1840                                               | 1850                                               | 1860                                               |
| -------------------------------------------------- | -------------------------------------------------- | -------------------------------------------------- | -------------------------------------------------- | -------------------------------------------------- | -------------------------------------------------- | -------------------------------------------------- | -------------------------------------------------- | -------------------------------------------------- | -------------------------------------------------- | -------------------------------------------------- |
| Einwohner                                          | 41                                                 | 51                                                 | 146                                                | 281                                                | 339                                                | 335                                                | 443                                                | 441                                                | 552                                                | 716                                                |
| Jahr                                               | 1870                                               | 1880                                               | 1890                                               | 1900                                               | 1910                                               | 1920                                               | 1930                                               | 1940                                               | 1950                                               | 1960                                               |
| Einwohner                                          | 886                                                | 1016                                               | 1128                                               | 968                                                | 844                                                | 794                                                | 918                                                | 1049                                               | 973                                                | 1029                                               |
| Jahr                                               | 1970                                               | 1980                                               | 1990                                               | 2000                                               | 2010                                               | 2020                                               | 2030                                               | 2040                                               | 2050                                               | 2060                                               |
| Einwohner                                          | 980                                                | 989                                                | 928                                                | 943                                                | 746                                                | 662                                                |                                                    |                                                    |                                                    |                                                    |

## Infrastruktur und Gemeindeeinrichtungen
Stratford hat eine Grundschule und betreibt eine öffentliche Bibliothek. Polizeiaufgaben werden durch die Staatspolizei New Hampshires übernommen, die Feuerwehr durch Teilzeitangestellte und Freiwillige. Sowohl Wasserver- wie -entsorgung geschehen teils privat, teils durch die Gemeinde, die eine Abwasseraufbereitung betreibt.

### Verkehr
Die einzige Hauptstraße im Gemeindegebiet ist die US3. Der nächstgelegene Interstate, der I-91, ist etwa 60 Kilometer entfernt in Vermont zu erreichen. Gifford Field in Colebrook ist ein Flugplatz mit Graspiste, der nächstgelegene Flughafen ist der Lebanon Municipal Airport in Lebanon, in etwa 180 Kilometern Entfernung.
Die Bahnstrecken werden noch im Güterverkehr genutzt, wobei die eine nur noch zum Teil in Betrieb ist und in North Stratford endet.